# Интерлейкин 4
Интерлейкин 4 (ИЛ4, ИЛ-4) — это цитокин, который индуцирует дифференцировку наивных Т-хелперов (Th0-клеток) в Th2-клетки. В результате активации интерлейкином 4 Th2-клетка сама продуцирует дополнительный ИЛ-4 в петле положительной обратной связи. ИЛ-4 вырабатывается в основном тучными клетками, Th2-клетками, эозинофилами и базофилами. Он родственен интерлейкину 13 и имеет сходные с ним функции.

## Функция
Интерлейкин 4 играет много биологических ролей, включая усиление пролиферации B-лимфоцитов и T-лимфоцитов, а также дифференцировку В-клеток в плазматические клетки. Он является ключевым регулятором гуморального и адаптивного иммунитета. ИЛ-4 провоцирует переключение класса В-клеток в IgE и усиливает выработку MHC II класса. ИЛ-4 снижает продукцию Th1-клеток, макрофагов, ИФН-гаммы и дендритных клеток ИЛ-12.
Гиперпродукция Ил-4 напрямую связана с аллергией.

### Воспаления и заживления ран
Гистиоциты играют важную роль в хроническом воспалении и заживлении ран. Присутствие ИЛ-4 во внесосудистых тканях способствует альтернативной активации макрофагов в клетки М2 и ингибирует классическую активацию макрофагов в клетки М1. Увеличение количества репаративных макрофагов (M2) сопровождается секрецией ИЛ-10 и ТРФ-β, что приводит к уменьшению патологического воспаления. Высвобождение аргиназы, пролина, полиаминаз и ТРФ-β активированной клеткой M2 связано с репарацией ран и фиброзом.

## Рецептор
Рецептор интерлейкина-4 известен как ИЛ-4Рα. Этот рецептор существует в 3 различных комплексах по всему организму. Рецепторы типа 1 состоят из субъединицы ИЛ-4Рα с общей γ-цепью и специфически связывают ИЛ-4. Рецепторы типа 2 состоят из субъединицы ИЛ-4Рα связанной с другой субъединицей, известной как ИЛ-13Рα1. Эти рецепторы типа 2 обладают способностью связывать как ИЛ-4, так и ИЛ-13, два цитокина с тесно связанными биологическими функциями.

## Структура
ИЛ-4 имеет компактную глобулярную укладку (аналогично другим цитокинам), стабилизированную 3-мя дисульфидными связями. В одной половине структуры доминирует пучок из 4 альфа-спиралей с левосторонним закручиванием. Спирали антипараллельны, с 2 выпирающими соединениями, которые образуют двуцепочечный антипараллельный бета-лист.

## Открытие
Этот цитокин был открыт Морином Говардом совместно с Уильямом Э. Полом, а также Эллен Витеттой и её исследовательской группой в 1982 году.
Спустя четыре года  была выделена нуклеотидная последовательность человеческого ИЛ-4 с подтверждением её сходства с белком мыши под названием B-клеточный стимулирующий фактор-1 (BCSF-1).

## Исследования на животных
Было обнаружено, что ИЛ-4 опосредует перекрёстные помехи между нервными стволовыми клетками и нейронами, которые подвергаются нейродегенерации, и инициирует каскад регенерации через фосфорилирования его внутриклеточного эффектора STAT6 в экспериментальной модели болезни Альцгеймера в мозге взрослых рыбок данио.

## Клиническая значимость
Было также выявлено, что ИЛ-4 стимулирует митогены, дедифференцирование и метастаз при рабдомиосаркоме. ИЛ-4, наряду с другими цитокинами Th2 участвует в воспалении дыхательных путей, наблюдаемом в лёгких пациентов с аллергической астмой.

## Заболевания, связанные с ИЛ-4
ИЛ-4 играет важную роль в развитии определённых иммунных расстройств, особенно аллергии и некоторых аутоиммунных заболеваний.

### Аллергические заболевания
Аллергические заболевания – это совокупность расстройств, которые проявляются непропорциональной реакцией иммунной системы на аллерген и Th2 реакции. Эти патологии включают, например, атопический дерматит, астму или системную анафилаксию. Интерлейкин 4 опосредует важные провоспалительные функции при астме, включая индукцию перестройки изотипа IgE, экспрессию молекул VCAM-1 (молекула адгезии сосудистых клеток 1), способствующую эозинофильной трансмиграции через эндотелий, секрецию слизи и Т-хелпер типа 2 (Th2), что приводит к высвобождению цитокинов. Астма – сложное генетическое отклонение, которое связано с полиморфизмом промотора гена ИЛ-4 и белками, вовлечёнными в передачу сигналов ИЛ-4.

### Опухоли
ИЛ-4 оказывает значительное влияние на прогрессирование опухоли. Повышенная выработка ИЛ-4 была обнаружена в клетках рака молочной железы, простаты, лёгких, почек и других типах рака. Многие сверхэкспрессии ИЛ-4Р были обнаружены при большинстве типов рака. Почечные клетки и глиобластома модифицируют 10000-13000 рецепторов на клетку в зависимости от типа опухоли.
ИЛ-4 могут примитивно мотивировать опухолевые клетки и повышать их устойчивость к апоптозу за счёт увеличения роста опухоли.

### Нервная система
Опухоли тканей головного мозга, такие как астроцитома, глиобластома, менингиома и медуллобластома сверхэкспрессируют рецепторы различных факторов роста, включая рецептор эпидермального фактора роста, FGFR-1 (рецептор фактора роста фибробластов 1), рецептор TfR ангиотензина трансферрина, ИЛ-13Р. Большинство менингиом человека массово экспрессирует рецепторы ИЛ-4, что указывает на его роль в прогрессировании рака. Они экспрессируют ИЛ-4Рα и ИЛ13Рα-1-1, но не поверхностную γc цепь, что позволяет предположить, что большинство менингиом человека экспрессируют ИЛ-4 типа II.

### ВИЧ
ИЛ-4 может играть роль в инфицировании и развитии ВИЧ-инфекции. Вспомогательные Т-лимфоциты являются ключевым элементом инфекции ВИЧ-1. Некоторые признаки иммунной дисрегуляции, такие как поликлональная инициализация В-клеток, предшествующий клеточно-опосредованный антиген-индуцированный ответ и гипергаммаглобулинемия, встречаются у большинства ВИЧ-инфицированных пациентов и связаны с цитокинами, синтезируемыми Th2-клетками. Повышенная продукция ИЛ-4 клетками Th2 была обнаружена у людей, инфицированных ВИЧ.